# Nashville Skyline
Nashville Skyline («Силуэт Нэшвилла») — девятый студийный альбом американского автора-исполнителя Боба Дилана. Выпущен 9 апреля 1969 года на лейбле Columbia Records.
Альбом демонстрирует отход Дилана от своего прежнего образа, характеризовавшегося новаторством в музыке, философскими текстами, сочетанием фолк-музыки и рок-н-ролла. Nashville Skyline сыгран в подчёркнуто простом стиле, который наметился в предыдущем альбоме Дилана John Wesley Harding, и показывает полное погружение в музыку кантри. Дилан использует более традиционные темы для песен и более простую структуру песен, стиль его пения становится ближе к певцам кантри.
Альбом получил разные оценки критиков, но несмотря на своё время звучания (27 с четвертью минут — самый короткий альбом Дилана), имел коммерческий успех: номер 3 в США, и номер один в Великобритании.

## Список композиций
Все песни были написаны Бобом Диланом.

### Сторона 1
1. «Girl from the North Country» (с Джонни Кэшем) — 3:41
2. «Nashville Skyline Rag» — 3:12
3. «To Be Alone with You» — 2:05
4. «I Threw It All Away» — 2:23
5. «Peggy Day» — 1:59

### Сторона 2
1. «Lay Lady Lay» — 3:20
2. «One More Night» — 2:25
3. «Tell Me That It Isn’t True» — 2:45
4. «Country Pie» — 1:35
5. «Tonight I’ll Be Staying Here with You» — 3:23

## Участники записи

### Музыканты
- Боб Дилан — гитара, губная гармоника, клавишные, вокал
- Норман Блейк — гитара, добро
- Кеннет Баттри — ударные
- Джонни Кэш — вокал, исполнитель
- Фред Картер Дж. — гитара
- Чарли Дэниэлс — бас-гитара, гитара
- Пит Дрейк — педальная слайд-гитара
- Маршалл Грант — бас на песне «Girl from North Country»
- W.S. Холланд — барабаны на песне «Girl from North Country»
- Чарли Маккой — гитара, губная гармоника
- Эрл Скраггс — 5-струнное банджо на песне «Nashville Skyline Rag»
- Боб Уилсон — орган, пианино
- Боб Вуттон — электрогитара на песне «Girl from North Country»

### Производство
- Боб Джонстон — музыкальный продюсер
- Чарли Брэгг — звукоинженер
- Нил Уилбёрн — звукоинженер

## Чарты

### Недельные чарты
| Год  | Чарт                      | Лучшая позиция |
| ---- | ------------------------- | -------------- |
| 1969 | Billboard 200             | 3              |
| 1969 | Cash Box Album Charts     | 3              |
| 1969 | Record World Album Charts | 1              |
| 1969 | UK Top 75                 | 1              |

### Сингл чарты
| Год  | Сингл                                   | Чарт              | Лучшая позиция |
| ---- | --------------------------------------- | ----------------- | -------------- |
| 1969 | «I Threw it All Away»                   | Billboard Hot 100 | 85             |
| 1969 | «I Threw it All Away»                   | UK Top 100        | 30             |
| 1969 | «Lay Lady Lay»                          | Billboard Hot 100 | 7              |
| 1969 | «Lay Lady Lay»                          | UK Top 75         | 5              |
| 1969 | «Tonight I’ll Be Staying Here with You» | Billboard Hot 100 | 50             |

## Сертификации
| Регион | Сертификация | Продажи   |
| --- | ------------ | --------- |
| Канада (Music Canada) | Золотой      | 50 000^   |
| Великобритания (BPI) | Золотой      | 100 000   |
| США (RIAA) | Платиновый   | 1,000,000 |
| * Данные о продажах приведены только на основе сертификации. ^ Данные о тиражах приведены только на основе сертификации. |              |           |